# Transamidification
En chimie organique, la transamidification est le processus d'échange des sous-unités d'un composé peptide, amide ou ester avec un autre amine ou acide gras pour produire un nouvel amide ou peptide. Le procédé a été utilisé pour la production d'émulsifiants et d'agents dispersants et de fluides de forage pétrolier.

## Étymologie
Le terme est formé à partir de deux mots: 
- le préfixe trans-, d'origine latine, exprimant une idée de traversée ou de changement[3].

- le nom masculin amide, tiré de ammoniac[4]

## Voir également
- Transalkylation
- Transestérification